# Haus Frankreich-Vermandois
Das Haus Frankreich-Vermandois war eine Nebenlinie der Kapetinger, die von Hugo von Frankreich abstammte, einem jüngeren Sohn des französischen Königs Heinrich I.
Hugo hatte selbst die Herrschaft Chaumont-en-Vexin in Besitz und wurde durch seine Ehe mit der karolingischen Erbin Adelheid zum Grafen von Valois und Vermandois. Eine Teilung unter seinen Söhnen führte zu zwei Linien, Valois/Vermandois und Chaumont, von denen die ältere bereits in der dritten Generation ausstarb, wodurch König Philipp II. August 1214 in den Besitz sowohl des Vermandois als auch des Valois kam.

## Stammliste

Wappen der Grafen von Vermandois

1. Hugo I. der Große  (Hugues I. le Grand; * 1057, † 18. Oktober 1101 in Tarsos, Kilikien), Herr von Chaumont-en-Vexin, 1087 Graf von Vermandois, begraben in St. Paul in Tarsos; ⚭ nach 1067 Adelheid (Adélaide) Gräfin von Vermandois und Valois († 28. September 1120/1124), Erbtochter des Grafen Heribert IV. (Karolinger), heiratete in zweiter Ehe 1103 Rainald II. (Renaud II.) Graf von Clermont-en-Beauvaisis (Vorfahren siehe Stammliste der Kapetinger);
  1. Elisabeth/Isabel († 1131, wohl am 31. März);
    1. ⚭ 1096, geschieden 1115 Robert I. de Beaumont, Graf von Meulan, 1. Earl of Leicester († 5. Juni 1118);
    2. ⚭ 1116/18 William de Warenne, 2. Earl of Surrey (* 1089, † 11. Mai 1138);

  2. Rudolf I. (Raoul le Vaillant; † 14. Oktober 1152) Graf von Vermandois und Valois, Amiens und Crépy, 1102 Herr von Péronne, Seneschall von Frankreich, 1147 Regent von Frankreich, begraben in der Kirche St. Arnoul in Crépy;
    1. ⚭ 1120/25, geschieden 1142, Eleonore von Blois, Tochter des Grafen Stephan II.;
    2. ⚭ 1142, geschieden 1153, vielleicht auch 1151, Alix (Pétronella) von Poitou, Tochter des Herzog Wilhelm IV. von Aquitanien;
    3. ⚭ 1152 Laurette von Flandern († um 1175), Tochter des Dietrich von Elsass Graf von Flandern;
      1. (I) Hugo der Mönch (Hugues le Moine; * 9. April 1127 in Amiens, † 4. November 1212 im Kloster Cerfroy in Paris), 1152 Graf von Vermandois und Valois etc., verzichtet um 1160, geistlich, stiftet 1198 den Ordre de la Trinité de la redemption des captifs du St-Jean de Matha (Trinitarier-Orden), wohl 1677 als Felix von Valois heiliggesprochen;
      2. (II) Mabile (* wohl 1143, † 28. März 1183 in Arras), 1167 Gräfin von Vermandois etc., begraben in der Kathedrale von Amiens; ⚭ 1159 Philipp I., 1168 Graf von Flandern, 1167 Graf von Vermandois etc., Regent von Frankreich († 1. Juli 1191 bei der Belagerung von Akkon), begraben in Clairvaux;
      3. (II) Rudolf II. der Aussätzige (Raoul II.; * wohl 1145, † 1167 wohl am 17. Juni), um 1160 Graf von Vermandois und Valois etc., begraben in Longpont; ⚭ um 1160 Margarete von Flandern (* wohl 1145, † 15. November 1194), 1191 Gräfin von Flandern, Tochter des Dietrich von Elsass Graf von Flandern;
      4. (wohl III) Eleonore (posthuma Ende 1152, † nach 1221), 1183 Gräfin von Vermandois, Valois und Saint-Quentin, verzichtet 1214 zugunsten von König Philipp II. August von Frankreich, gründet 1205 das Kloster Parc-aux-Dames, heiratete
        1. wohl Gottfried von Hennegau, Graf von Ostrevant († 7. April 1163; Haus Flandern);
        2. vor 1167 Wilhelm IV., 1161 Graf von Nevers († 25. Oktober 1168 in Palästina);
        3. um 1170 Matthäus von Elsass, 1160 Graf von Boulogne († 25. Juli 1173 in der Normandie; Haus Châtenois);
        4. um 1175 Matthieu III. Graf von Beaumont-sur-Oise († 27. November 1208/09);
        5. um 1210 Etienne II. de Blois, Herr von Châtillon-sur-Loing († 1252; Haus Blois);

  3. Heinrich (Henri; † 1130), Herr von Chaumont-en-Vexin, dessen Nachkommen bis 1250 als Herren von Chaumont und Herren von Louvery erwähnt werden;
  4. Simon († 10. Februar 1148 in Seleukia), 1121 Bischof von Noyon, begraben im von ihm gestifteten Kloster Ourscamp.